# Bảo tàng Thành phố "Sztygarka"
Bảo tàng Thành phố "Sztygarka" (tiếng Ba Lan: Muzeum Miejskie „Sztygarka") là một bảo tàng cung cấp cho khách tham quan các cuộc triển lãm về lịch sử của lưu vực Dąbrowski, khảo cổ học, thiên nhiên, dân tộc học địa phương và các nền văn hóa phi Châu Âu. Bảo tàng tọa lạc trong khuôn viên của nơi trước đây là trụ sở của Cơ quan Khai thác mỏ tại số 69 Phố Legionów Polskich, Dąbrowa Górnicza, Ba Lan.

## Lược sử hình thành

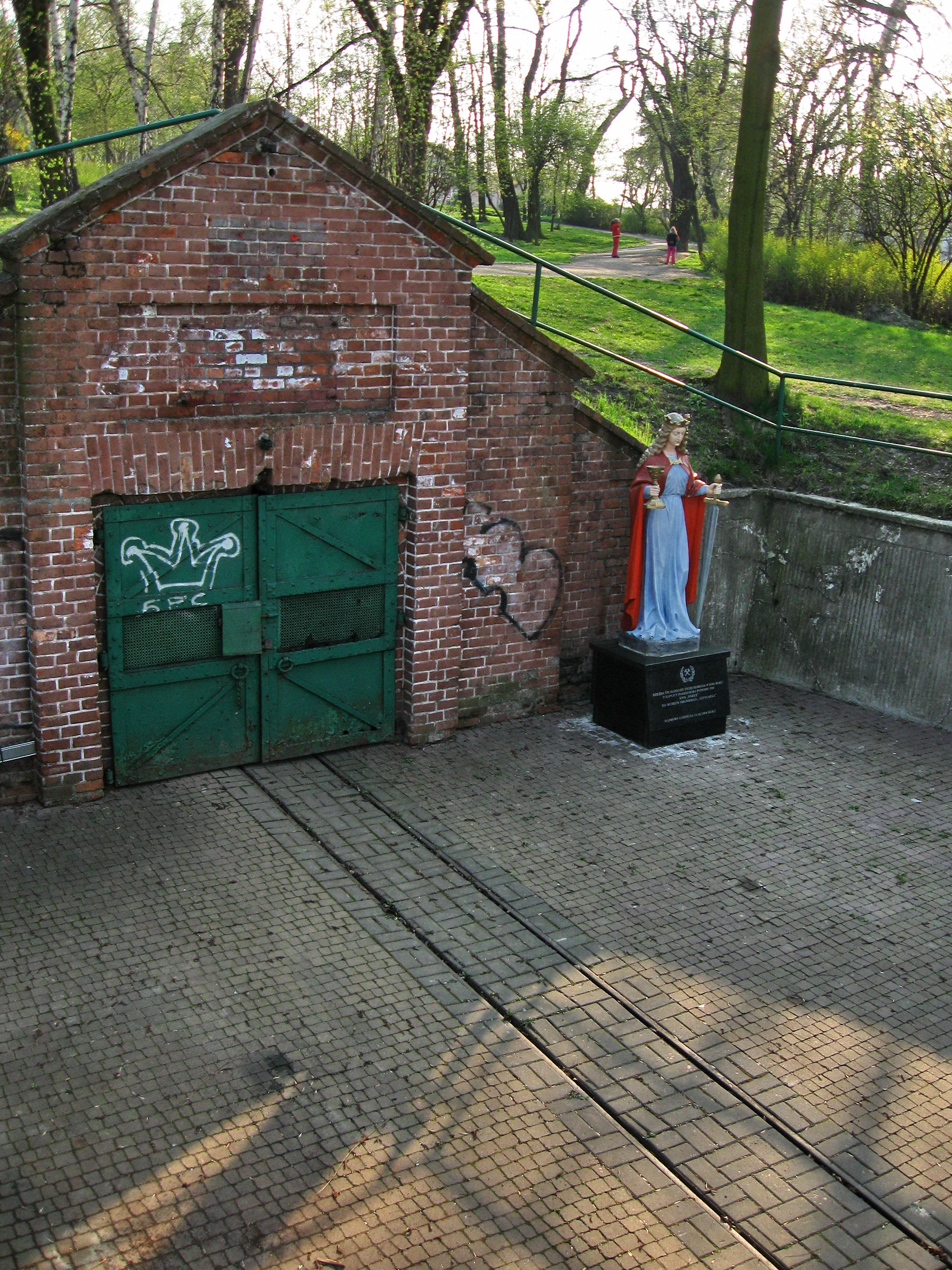
Lối vào

Lịch sử của Bảo tàng Thành phố "Sztygarka" bắt nguồn từ năm 1912 với sự ra đời của Bảo tàng Địa chất Zygmunt Gloger. Những hiện vật đầu tiên của bảo tàng này do sinh viên Trường Mỏ thu thập được. Trong Chiến tranh thế giới thứ nhất, phần lớn bộ sưu tập đã bị đánh cắp và tẩu tán. Sau chiến tranh, Bảo tàng Địa chất Zygmunt Gloger được tái lập trong khuôn viên trường học. Bảo tàng là một cơ sở giáo dục của nhà trường trong nhiều năm. Chỉ đến năm 1997, Bảo tàng Thành phố "Sztygarka" mới chính thức được thành lập.

## Triển lãm
Các phần trong bộ sưu tập của Bảo tàng Thành phố "Sztygarka" bao gồm các nội dung:
- khảo cổ học
- dân tộc học địa phương
- dân tộc học và du lịch
- lịch sử
- thiên nhiên và địa chất

Trong Bảo tàng còn có Công viên Lịch sử-Quân sự "Reduta".